# Puchar Wysp Cooka w piłce nożnej
| Rozgrywki            | Puchar Wysp Cooka                                                  |
| Data utworzenia      | 1978                                                               |
| Podmiot zarządzający | Federacja Piłkarska Wysp Cooka (Cook Islands Football Association) |
| Najwięcej triumfów   | 9 – Avatiu FC                                                      |
| Pierwszy finał       | 1978 Tupapa FC – ? (zwycięstwo Tupapa)                             |

Puchar Wysp Cooka w piłce nożnej mężczyzn (obecnie: Cook Islands Cup) – cykliczne rozgrywki piłkarskie, organizowane przez Cook Islands FA skupiające męskie kluby piłkarskie na Wyspach Cooka, nowozelandzkim terytorium zależnym, stanowiącym odrębny podmiot w ramach FIFA i OFC.

## Zwycięzcy
Nieznani są zwycięzcy pucharu z 2008 roku.
| Nazwa klubu         | Zdobywca | Lata triumfów                                        |
| ------------------- | -------- | ---------------------------------------------------- |
| Avatiu FC           | 9        | 1981, 1982, 1992, 1993, 1994, 1995, 1996, 1997, 2000 |
| Nikao Football Club | 5        | 1983, 2002, 2003, 2005, 2007                         |
| Tupapa FC           | 4        | 1978, 1998, 1999, 2004                               |
| Takuvaine FC        | 2        | 1991, 2006                                           |
| Titikaveka FC       | 2        | 1950, 1979                                           |
| Arorangi FC         | 1        | 1985                                                 |
| Matavera FC         | 1        | 1980                                                 |
| Teau-o-Tonga        | 1        | 1998                                                 |